# Hersz Szylis
Hersz Cwi Szylis (Schilis) (ur. 1899 w Bełchatowie, zm. 1987 w Safedzie w Izraelu) – polski i izraelski malarz. 

## Życiorys
Uczył się malarstwa w Łodzi, a następnie w Warszawie. Od 1932 roku był członkiem Związku Polskich Artystów Plastyków, jego prace były wystawiane w Warszawie, Łodzi, Krakowie i Wilnie. Uznawany był przez krytyków za jednego z ciekawszych malarzy dwudziestolecia, jego obrazy z tamtego okresu wyrażają dążenie współczesnych mu ludzi do piękniejszego świata. Uczył malarstwa, wśród jego uczniów jest m.in. fotograf Mendel Grossman. Podczas II wojny światowej, w 1940 został razem z rodziną osadzony w łódzkim getcie, gdzie zamordowano jego rodziców, brata, żonę i córkę. Udało mu się przeżyć ponieważ dowódca getta Hans Biebow docenił talent malarski Hersza Szylisa i pozostawił go przy życiu, aby malował oficjalne portrety funkcjonariuszy SS. W ukryciu Szylis malował sceny z getta, podłożem obrazów były skrawki papieru, papierowe worki po produktach spożywczych i kawałkach tektury, posługiwał się farbami do barwienia tkanin. Następnie ukrył obrazy w kilku miejscach, gdzie przetrwały likwidację getta i czas wojny. Podczas likwidacji getta został uwięziony w Auschwitz-Birkenau, a następnie w Oranienburgu, Flossenbürgu i w Dachau, gdzie doczekał wyzwolenia obozu. Ważył wówczas 37 kilogramów i był w stanie zagłodzenia, tzw. „muzułmanem”. Po zakończeniu działań wojennych pozostał w Niemczech, mieszkając w obozie dla przesiedleńców w Monachium dowiedział się o odkryciu w Łodzi jednego z miejsc, w którym ukrył prace, skontaktował się wówczas z Komitetem Żydowskim i wskazał pozostałe miejsca. W latach 1948 i 1950 miały miejsce w Monachium wystawy jego prac, następnie wyjechał do Paryża, gdzie pogłębiał swoją wiedzę na temat technik malarskich oraz wystawiał swoje prace w salonach sztuki i galeriach. W 1957 wyemigrował do Izraela, przez pierwsze dwa i pół roku mieszkał w Kiryat Haim u Mordechaja Hillela Krushnitza i jego żony Miny, których poznał w Niemczech. W 1958 wziął udział w pierwszej wystawie malarstwa nowych imigrantów. W 1960 roku przeniósł się do Kampusu Artystów w Safedzie, kilka lat później przyjechał tam artysta Yaakov Mittler, który uczył Szylisa malarstwa w Łodzi. Obaj stali się filarami społeczności artystycznej w Safedzie, gdzie Szylis mieszkał aż do śmierci w 1987.
W Izraelu jego prace były wystawiane indywidualne w Tel Awiwie, Hajfie i Safedzie. Obrazy Hersza Szylisa obejmują portrety, martwe natury i pejzaże, a także wiele obrazów przedstawiających sceny z łódzkiego getta i II wojny światowej, które namalował z pamięci. Jego obrazy znajdują się w prywatnych kolekcjach i muzeach, w tym w Muzeum Yad Vashem, Domu Bojowników Getta, w Żydowskim Instytucie Historycznym w Warszawie, Brooklyn Museum i United States Museum of Holocaust Remembrance.